# 청산초등학교 청산동분교
청산초등학교 청산동분교는 전라남도 완도군 청산면 신풍길 5-22 (부흥리)에 있었던 분교이다.

## 연혁
- 1917년 4월 1일 청산사립보통학교 설립 인가 및 개교
- 1919년 3월 28일 청산공립보통학교 설립 인가
- 1922년 9월 20일 청산공립보통학교 개편
- 1939년 4월 1일 청산공립심상소학교 개편
- 1941년 4월 1일 청산공립국민학교 개편
- 1949년 4월 1일 청산국민학교 개편
- 1967년 4월 1일 도서벽지학교 '을'급 지정
- 1986년 1월 1일 도서벽지학교 '다'급 조정
- 1996년 2월 19일 제73회 졸업식(누계: 4,265명)
- 1996년 3월 1일 청산초등학교 개편
- 1996년 3월 1일 청산중앙초등학교 청산동분교장 격하 편입
- 1998년 3월 1일 청산초등학교 청산동분교 개편
- 2009년 3월 1일 폐교 및 청산초등학교 통폐합